# Kerstin Albertsson Wikland
Kerstin Albertsson Wikland, född 5 juli 1947, död 8 oktober 2024, var en svensk forskare. Hon blev professor i pediatrisk tillväxtforskning vid Sahlgrenska akademin 1 september 1994.
För sina förtjänster inom pediatrisk edokrinologi erhöll hon 2017 Andrea Prader-priset.